# Mission of Burma
Mission of Burma – amerykańska grupa postpunkowa z Bostonu w stanie Massachusetts. Jej skład stanowią gitarzysta Roger Miller, basista Clint Conley, perkusista Peter Prescott, oraz Bob Weston (wcześniej Martin Swope) jako osoba od efektów dźwiękowych i inżynier dźwięku. Byli aktywni w latach 1979–1983, następnie powrócili w 2002. Miller, Conley i Prescott dzielą między siebie śpiewanie i pisanie piosenek, choć Miller jest na tym polu najbardziej aktywny. Kompozycja Conleya, „That's When I Reach For My Revolver”, jest prawdopodobnie najbardziej znanym utworem grupy.
Jak w przypadku wielu współczesnych im grup postpunkowych i no wave, wysiłki Mission of Burma koncentrowały się głównie na rozszerzaniu oryginalnej formuły punk rocka bez utraty jego pierwotnego, buntowniczego ducha. Tym, co wyróżniało zespół, było wykształcenie muzyczne jego członków i ich znajomość współczesnej muzyki poważnej (Miller uczył się w college'u gry na pianinie, tubie i komponowania), a także uwielbienie dla muzyki proto punkowych zespołów końca lat sześćdziesiątych i początku siedemdziesiątych: The Stooges i MC5 (obu z Michigan, rodzinnego stanu Millera i Swope'a).
Używając nagłych zmian w dynamice, niekonwencjonalnych podziałów rytmicznych oraz progresji akordów i charakterystycznych efektów dźwiękowych, zespół podjął walkę z panującymi schematami muzyki punkrockowej, bez utraty jej siły i gwałtowności. Patrząc od strony czysto formalnej, podejście Mission of Burma było podobne do tego stosowanego przez Glenna Brankę (artystę współczesnego grupie) i jego późniejszych uczniów Sonic Youth; rezultaty były jednak dalekie od akademickiego ćwiczenia.
Mimo początkowo niewielkiej liczby odbiorców, obecnie zespół jest szeroko postrzegany jako jeden z pierwszych, które zdołały wykorzystać potencjał alternatywnego rocka/indie rocka, łącząc punk oraz muzykę eksperymentalną i osiągając status jednej z najważniejszych grup amerykańskiej sceny punk/no wave.

## Dyskografia
Oryginalnie
- Academy Fight Song/Max Ernst (1980, singel)
- Signals, Calls and Marches (1981, EP)
- Trem Two b/w OK/No Way (1982, singiel)
- Vs. (1982, LP)
- The Horrible Truth About Burma (1985, LP, album koncertowy)
- Mission of Burma (1988 EP/LP; Taang!; a/k/a Peking Spring; rzadkie utwory)
- Forget (1988, LP z rzadkimi utworami)
- Live at the Bradford (1989, VHS)

Po powrocie
- ONoffON (2004)
- Snapshot (2004, album koncertowy wyłącznie dla iTunes)
- Dirt b/w Falling (2004, singiel)
- Four Hands EP (2004, EP)
- The Obliterati (2006, przygotowywana płyta, wcześniej zapowiadana jako Aluminum Washcloth)
- The Sound the Speed the Light (2009)
- Unsound (2012)

### Kompilacje
- Mission of Burma (1988 LPx2; Rykodisk)
- Let There Be Burma (1990 LPx2)
- Accomplished: The Best of Mission of Burma (2004, LP) (wydawnictwo promocyjne)
- A Gun to the Head: A Selection from the Ace of Hearts Era (2004 LP)